# Thorleif Neuer
Thorleif Neuer (* 19. August 1938 in Berlin-Pankow) ist ein deutscher Architekt und Stadtplaner und autodidaktischer Maler und Grafiker.

## Leben und Werk
Neuer machte in Pankow das Abitur und absolvierte eine Lehre als Maurer. Ab 1959 studierte er bei Selman Selmanagic Architektur an der Kunsthochschule Berlin-Weißensee. Weitere Lehrer waren für ihn dort Arno Mohr, Walter Howard, Arno Fischer und Günter Brendel. Nach dem Studium leistete Neuer Grundwehrdienst in der NVA. Ab 1964 arbeitete er als Architekt und Stadtplaner in Entwurfsbüros und im Berliner Büro für Städtebau. Dort war er an wichtigen Ostberliner Neubauprojekten beteiligt, u. a. als Mitglied des Architektenkollektivs für die Berliner Wohngebiet Frankfurter Allee Süd, Fennpfuhl und Kaulsdorf-Nord I. Neuer gehörte bis 1990 dem Bund der Architekten der DDR an. 
Das Büro für Städtebau wurde 1990 im Zuge der deutschen Wiedervereinigung aufgelöst. Neuer wurde erwerbslos, und er sah sich gezwungen ein kleines Architekturbüro zu gründen, das seinen Sitz in Berlin-Niederschönhausen hatte.
Neben seiner Arbeit als Architekt schuf Neuer für Zeitungen grafische Arbeiten. Er betätigt sich intensiv als Aquarellist und Grafiker, u. a. auf Auslandsreisen und ab 1992 bei regelmäßigen Sommeraufenthalten vor allem auf Usedom, in Freest, Greifswald, Wolgast und Warnemünde.
Mit seinen Bildern nahm er regelmäßig an der landesweiten Aktion KunstOffen in Mecklenburg teil, u. a. in der Bootswerft Freest, und hatte er Ausstellungen in weiteren Orten.
2016 unterstützte er das vom Deutschen Museumsbund initiierte Schülerprojekt „Ick wohn in der Platte“ im Wohngebiet Frankfurter Allee Süd.

## Einzelausstellungen (unvollständig)
- 2017: Berlin, Museum Lichtenberg („Reiseimpressionen – Aquarelle von Thorleif Neuer“)[2]